# Continental Basketball Association 1991-1992
La stagione CBA 1991-92 fu la 46ª della Continental Basketball Association. Parteciparono 17 squadre divise in quattro gironi.
Rispetto alla stagione precedente si aggiunsero i Fort Wayne Fury. I San Jose Jammers, i Pensacola Tornados e i Cedar Rapids Silver Bullets si trasferirono rispettivamente a Bakersfield, Birmingham e Kennewick, cambiando nome in Bakersfield Jammers, Birmingham Bandits e Tri-City Chinook. I Tulsa Fast Breakers diventarono i Tulsa Zone. I Bakersfield Jammers fallirono durante la stagione.

## Squadre partecipanti
- Albany Patroons
- Bakersf. Jammers
- Birmingham Bandits
- Columbus Horizon
- Fort Wayne Fury
- Gr. Rapids Hoops
- La Crosse Catbirds
- Okl. City Cavalry
- Omaha Racers
- Quad City Thunder
- Rapid City Thrillers
- Rockford Lightning
- S. Falls Skyforce
- Tri-City Chinook
- Tulsa Zone
- Wichita F. Texans
- Yakima Sun Kings

## Classifiche

### American Conference

#### Eastern Division
| Squadra            | V  | P  | QW    | PTS   |
| ------------------ | -- | -- | ----- | ----- |
| Grand Rapids Hoops | 28 | 28 | 110,5 | 194,5 |
| Birmingham Bandits | 25 | 31 | 114,5 | 189,5 |
| Albany Patroons    | 24 | 32 | 109,0 | 181,0 |
| Columbus Horizon   | 18 | 38 | 88,0  | 142,0 |

#### Midwest Division
| Squadra            | V  | P  | QW    | PTS   |
| ------------------ | -- | -- | ----- | ----- |
| Quad City Thunder  | 42 | 14 | 136,5 | 262,5 |
| La Crosse Catbirds | 40 | 16 | 140,0 | 260,0 |
| Rockford Lightning | 21 | 35 | 98,0  | 161,0 |
| Fort Wayne Fury    | 21 | 35 | 87,0  | 150,0 |

### National Conference

#### Northern Division
| Squadra              | V  | P  | QW    | PTS   |
| -------------------- | -- | -- | ----- | ----- |
| Rapid City Thrillers | 37 | 19 | 130,0 | 241,0 |
| Omaha Racers         | 37 | 19 | 127,0 | 238,0 |
| Tri-City Chinook     | 29 | 27 | 112,0 | 199,0 |
| Sioux Falls Skyforce | 24 | 32 | 104,0 | 176,0 |
| Yakima Sun Kings     | 13 | 43 | 82,5  | 121,5 |

#### Southern Division
| Squadra               | V  | P  | QW    | PTS   |
| --------------------- | -- | -- | ----- | ----- |
| Oklahoma City Cavalry | 33 | 23 | 114,5 | 213,5 |
| Wichita Falls Texans  | 28 | 28 | 126,5 | 210,5 |
| Tulsa Zone            | 24 | 32 | 108,0 | 180,0 |
| Bakersfield Jammers   | 16 | 8  | 52,0  | 100,0 |

## Play-off

### Primo turno
| Birmingham 17 marzo 1992                            | Birmingham Bandits | 131 – 122   | Albany Patroons | State Fair Arena (405 spett.) |
| \| \| \| \| \| Thomas 39 \| Punti \| 40 Hilliard \| |                    |             |                 |                               |
|                                                     |                    |             |                 |                               |
| Thomas 39                                           | Punti              | 40 Hilliard |                 |                               |

|  | Wichita Falls Texans | 102 – 90 | Tri-City Chinook |  |

### Secondo turno
| La Crosse | La Crosse Catbirds | 108 – 99 | Grand Rapids Hoops |  |

| La Crosse | La Crosse Catbirds | 119 – 92 | Grand Rapids Hoops |  |

| Grand Rapids | Grand Rapids Hoops | 121 – 110 | La Crosse Catbirds |  |

| Grand Rapids | Grand Rapids Hoops | 94 – 99 | La Crosse Catbirds |  |

| Moline 20 marzo 1992 | Quad City Thunder | 109 – 99 | Birmingham Bandits |  |

| Moline 21 marzo 1992 | Quad City Thunder | 125 – 102 | Birmingham Bandits |  |

| Birmingham 23 marzo 1992 | Birmingham Bandits | 102 – 97 | Quad City Thunder |  |

| Birmingham 25 marzo 1992 | Birmingham Bandits | 109 – 116 | Quad City Thunder |  |

| Omaha 20 marzo 1992                            | Omaha Racers | 126 – 110 (?, 60-60, ?) | Oklahoma City Cavalry | Ak-Sar-Ben Coliseum (2.260 spett.) |
| \| \| \| \| \| Hunter 22 \| Punti \| 33 Lee \| |              |                         |                       |                                    |
|                                                |              |                         |                       |                                    |
| Hunter 22                                      | Punti        | 33 Lee                  |                       |                                    |

| Omaha 21 marzo 1992                                 | Omaha Racers | 130 – 114  | Oklahoma City Cavalry | Ak-Sar-Ben Coliseum (3.209 spett.) |
| \| \| \| \| \| Bradley 21 \| Punti \| 27 Stroman \| |              |            |                       |                                    |
|                                                     |              |            |                       |                                    |
| Bradley 21                                          | Punti        | 27 Stroman |                       |                                    |

| Oklahoma City 25 marzo 1992            | Oklahoma City Cavalry | 103 – 97 (? , 51-45, ?) | Omaha Racers | Myriad Convention Center (4.359 spett.) |
| \| \| \| \| \| Dumas 31 \| Punti \| \| |                       |                         |              |                                         |
|                                        |                       |                         |              |                                         |
| Dumas 31                               | Punti                 |                         |              |                                         |

| Arbitro: | Woody Mayfield |

|          |       |  |
| Dumas 30 | Punti |  |

| Oklahoma City 28 marzo 1992 | Oklahoma City Cavalry | 98 – 106 | Omaha Racers | Myriad Convention Center |

| Wichita Falls | Wichita Falls Texans | 108 – 103 | Rapid City Thrillers |  |

| Wichita Falls | Wichita Falls Texans | 95 – 105 | Rapid City Thrillers |  |

| Rapid City | Rapid City Thrillers | 98 – 72 | Wichita Falls Texans |  |

| Rapid City | Rapid City Thrillers | 100 – 90 | Wichita Falls Texans |  |

### Finali di conference
|  | La Crosse Catbirds | 89 – 86 | Quad City Thunder |  |

|  | Quad City Thunder | 119 – 105 | La Crosse Catbirds |  |

|  | Quad City Thunder | 118 – 114 | La Crosse Catbirds |  |

|  | La Crosse Catbirds | 116 – 107 | Quad City Thunder |  |

|  | La Crosse Catbirds | 101 – 95 | Quad City Thunder |  |

|  | Omaha Racers | 113 – 103 | Rapid City Thrillers |  |

|  | Rapid City Thrillers | 100 – 98 | Omaha Racers |  |

|  | Rapid City Thrillers | 93 – 90 | Omaha Racers |  |

|  | Omaha Racers | 104 – 90 | Rapid City Thrillers |  |

|  | Rapid City Thrillers | 108 – 92 | Omaha Racers |  |

### Finale CBA
|  | La Crosse Catbirds | 105 – 95 | Rapid City Thrillers |  |

|  | Rapid City Thrillers | 114 – 105 | La Crosse Catbirds |  |

|  | La Crosse Catbirds | 107 – 101 | Rapid City Thrillers |  |

|  | Rapid City Thrillers | 102 – 94 | La Crosse Catbirds |  |

|  | Rapid City Thrillers | 110 – 103 | La Crosse Catbirds |  |

| La Crosse 20 aprile 1992                            | La Crosse Catbirds | 125 – 120   | Rapid City Thrillers |  |
| \| \| \| \| \| Rivers 40 \| Punti \| 41 Robinson \| |                    |             |                      |  |
|                                                     |                    |             |                      |  |
| Rivers 40                                           | Punti              | 41 Robinson |                      |  |

| La Crosse 22 aprile 1992 | La Crosse Catbirds | 101 – 98 | Rapid City Thrillers |  |

### Tabellone
|  | Primo turno | Primo turno   | Primo turno  |               |               | Secondo turno | Secondo turno | Secondo turno |   |  | Finali di conference | Finali di conference | Finali di conference |   |  | Finale CBA | Finale CBA | Finale CBA |
|  |             |               |              |               |               |               |               |               |   |  |                      |                      |                      |   |  |            |            |            |
|  |             |               |              |               |               |               |               |               |   |  |                      |                      |                      |   |  |            |            |            |
|  |             |               | Quad City    | 3             |               |               |               |               |   |  |                      |                      |                      |   |  |            |            |            |
|  |             |               |              | 3             |               |               |               |               |   |  |                      |                      |                      |   |  |            |            |            |
|  |             |               |              | Birmingham    | 1             |               |               |               |   |  |                      |                      |                      |   |  |            |            |            |
|  |             | Albany        | 0            | Birmingham    | 1             |               |               |               |   |  |                      |                      |                      |   |  |            |            |            |
|  |             | Albany        | 0            |               |               |               |               |               |   |  |                      |                      |                      |   |  |            |            |            |
|  |             | Birmingham    | 1            |               |               |               |               |               |   |  |                      |                      |                      |   |  |            |            |            |
|  |             |               |              |               |               |               |               | Quad City     | 2 |  |                      |                      |                      |   |  |            |            |            |
|  |             |               |              |               |               |               |               |               | 2 |  |                      |                      |                      |   |  |            |            |            |
|  |             |               | La Crosse    | 3             |               |               |               |               |   |  |                      |                      |                      |   |  |            |            |            |
|  |             |               | La Crosse    | 3             |               |               |               |               |   |  |                      |                      |                      |   |  |            |            |            |
|  |             |               |              |               |               |               |               |               |   |  |                      |                      |                      |   |  |            |            |            |
|  |             |               |              |               |               |               |               |               |   |  |                      |                      |                      |   |  |            |            |            |
|  |             |               | Grand Rapids | 1             |               |               |               |               |   |  |                      |                      |                      |   |  |            |            |            |
|  |             |               |              | 1             |               |               |               |               |   |  |                      |                      |                      |   |  |            |            |            |
|  |             |               |              | La Crosse     | 3             |               |               |               |   |  |                      |                      |                      |   |  |            |            |            |
|  |             |               |              | La Crosse     | 3             |               |               |               |   |  |                      |                      |                      |   |  |            |            |            |
|  |             |               |              |               |               |               |               |               |   |  |                      |                      |                      |   |  |            |            |            |
|  |             |               |              |               |               |               |               |               |   |  |                      |                      |                      |   |  |            |            |            |
|  |             |               |              |               |               |               |               |               |   |  |                      |                      | La Crosse            | 4 |  |            |            |            |
|  |             |               |              |               |               |               |               |               |   |  |                      |                      |                      |   |  |            |            |            |
|  |             |               | Rapid City   | 3             |               |               |               |               |   |  |                      |                      |                      |   |  |            |            |            |
|  |             |               | Rapid City   | 3             |               |               |               |               |   |  |                      |                      |                      |   |  |            |            |            |
|  |             |               |              |               |               |               |               |               |   |  |                      |                      |                      |   |  |            |            |            |
|  |             |               |              |               |               |               |               |               |   |  |                      |                      |                      |   |  |            |            |            |
|  |             |               | Omaha        | 3             |               |               |               |               |   |  |                      |                      |                      |   |  |            |            |            |
|  |             |               |              | 3             |               |               |               |               |   |  |                      |                      |                      |   |  |            |            |            |
|  |             |               |              | Oklahoma City | 2             |               |               |               |   |  |                      |                      |                      |   |  |            |            |            |
|  |             |               |              | Oklahoma City | 2             |               |               |               |   |  |                      |                      |                      |   |  |            |            |            |
|  |             |               |              |               |               |               |               |               |   |  |                      |                      |                      |   |  |            |            |            |
|  |             |               |              |               |               |               |               |               |   |  |                      |                      |                      |   |  |            |            |            |
|  |             |               |              |               |               |               |               | Omaha         | 2 |  |                      |                      |                      |   |  |            |            |            |
|  |             |               |              |               |               |               |               |               | 2 |  |                      |                      |                      |   |  |            |            |            |
|  |             |               | Rapid City   | 3             |               |               |               |               |   |  |                      |                      |                      |   |  |            |            |            |
|  |             | Wichita Falls | Rapid City   | 3             | 1             |               |               |               |   |  |                      |                      |                      |   |  |            |            |            |
|  |             | Wichita Falls |              |               | 1             |               |               |               |   |  |                      |                      |                      |   |  |            |            |            |
|  |             | Tri-City      | 0            |               |               |               |               |               |   |  |                      |                      |                      |   |  |            |            |            |
|  |             | Tri-City      | 0            |               | Wichita Falls | 1             |               |               |   |  |                      |                      |                      |   |  |            |            |            |
|  |             |               |              |               | Wichita Falls | 1             |               |               |   |  |                      |                      |                      |   |  |            |            |            |
|  |             |               |              | Rapid City    | 3             |               |               |               |   |  |                      |                      |                      |   |  |            |            |            |
|  |             |               |              | Rapid City    | 3             |               |               |               |   |  |                      |                      |                      |   |  |            |            |            |
|  |             |               |              |               |               |               |               |               |   |  |                      |                      |                      |   |  |            |            |            |

## Vincitore
| Campione CBA 1992              |
| ------------------------------ |
| La Crosse Catbirds (2º titolo) |

## Statistiche
| Categoria             | Giocatore        | Squadra               | Stat |
| --------------------- | ---------------- | --------------------- | ---- |
| Punti per gara        | Stephen Thompson | Oklahoma City Cavalry | 25,7 |
| Rimbalzi per gara     | Stanley Brundy   | Rapid City Thrillers  | 11,1 |
| Assist per gara       | David Rivers     | La Crosse Catbirds    | 13,0 |
| Palle rubate per gara | Barry Mitchell   | Quad City Thunder     | 2,9  |
| Stoppate per gara     | Jawann Oldham    | Tulsa Zone            | 3,3  |
| FT%                   | Bernard Thompson | Oklahoma City Cavalry |      |

## Premi CBA
- CBA Most Valuable Player: Barry Mitchell, Quad City Thunder
- CBA Coach of the Year: Dan Panaggio, Quad City Thunder e Flip Saunders, La Crosse Catbirds
- CBA Defensive Player of the Year: Barry Mitchell, Quad City Thunder
- CBA Newcomer of the Year: Stanley Brundy, Rapid City Thrillers
- CBA Rookie of the Year: Marcus Kennedy, Grand Rapids Hoops
- CBA Executive of the Year: Brooks Ellison, Yakima Sun Kings
- CBA Playoff MVP: David Rivers, La Crosse Catbirds
- All-CBA First Team[7]
  - Barry Mitchell, Quad City Thunder
  - Ron Grandison, Omaha Racers
  - Marcus Kennedy, Grand Rapids Hoops
  - Mark Davis, La Crosse Catbirds
  - David Rivers, La Crosse Catbirds
- All-CBA Second Team
  - Stephen Thompson, Oklahoma City Cavalry
  - Steve Scheffler, Quad City Thunder
  - Steve Bardo, Wichita Falls Texans
  - Jeff Martin, Grand Rapids Hoops
  - Stanley Brundy, Rapid City Thrillers
- CBA All-Defensive First Team
  - Barry Mitchell, Quad City Thunder
  - Darryl McDonald, Sioux Falls Skyforce
  - Jawann Oldham, Tulsa Zone
  - Kurt Portmann, Wichita Falls Texans
  - A.J. Wynder, Quad City Thunder
  - Steve Bardo, Wichita Falls Texans
- CBA All-Rookie First Team[8]
  - Marcus Kennedy, Grand Rapids Hoops
  - Bobby Phills, Sioux Falls Skyforce
  - Kermit Holmes, Columbus Horizon
  - Walter Bond, Wichita Falls Texans
  - Gary Waiters, Grand Rapids Hoops